# Al Quwayjiyah
Al Quwayjiyah (arabă القويجية) este un oraș în Guvernoratul Madaba din nordul Iordaniei.